# Ottertjärnen, Medelpad
Ottertjärnen är en sjö i Ånge kommun i Medelpad och ingår i Delångersåns huvudavrinningsområde. Sjön är 4,8 meter djup, har en yta på 0,0876 kvadratkilometer och befinner sig 392,1 meter över havet.

## Delavrinningsområde
Ottertjärnen ingår i det delavrinningsområde (690481-151289) som SMHI kallar för Mynnar i Delångersån. Medelhöjden är 375 meter över havet och ytan är 4,73 kvadratkilometer. Det finns inga avrinningsområden uppströms utan avrinningsområdet är högsta punkten. Vattendraget som avvattnar avrinningsområdet har biflödesordning 2, vilket innebär att vattnet flödar genom totalt 2 vattendrag innan det når havet efter 126 kilometer. Avrinningsområdet består mestadels av skog (80 procent) och sankmarker (16 procent). Avrinningsområdet har 0,15 kvadratkilometer vattenytor vilket ger det en sjöprocent på 3,3 procent.